# Potamogeton
Potamogèton, espiga d'aigua o lila d'aigua (nom científic Potamogeton), és un gènere de plantes aquàtiques, majorment d'aigua dolça, de la família de les Potamogetonaceae.

## Descripció
Són majorment perennes i típicament produeixen rizomes que són les formes amb què travessa l'hivern. Moltes espècies també donen brots especialitzats hivernals anomenats turions que poden sortir també dels rizomes, en les tiges o en els estolons del rizoma. Les fulles són usualment oposades exceptat de la regió de floració de la tija. Això contrasta amb el gènere emparentat Grenlàndia on les fulles són oposades o senceres.
En moltes espècies totes les fulles estan submergides i en aquests casos són típicament primes i translúcides. Algunes espècies, especialment en pantans i aigües molt lentes, tenen fulles flotants que tendeixen a ser més flexibles.
El diagnòstic de moltes espècies de Potamogèton és la presència d'una delicada membrana semblant a escates en l'aixella de la fulla. I pot estar completament fixada, parcialment o lliure, i tenir marges enrotllats o aparençar un tub. Les flors, són tetràmeres.

## Distribució i hàbitat
Les espècies de Potamogèton es troben a tot el món on hi hagi aigua corrent. S'estimen unes 90 espècies però la hibridació proveeix de més complexitat la taxonomia
La pastura d'aigua canadenca, (Elodea canadensis), que comparteix diverses característiques, no és un Potamogèton.

## Taxonomia
- Potamogeton acutifolius
- Potamogeton alpinus
- Potamogeton angustifolius
- Potamogeton berchtoldii
- Potamogeton compressus
- Potamogeton crispus
- Potamogeton epihydrus
- Potamogeton filiformis
- Potamogeton freisii
- Potamogeton gramineus
- Potamogeton lucens
- Potamogeton natans
- Potamogeton obtusifolius
- Potamogeton pectinatus
- Potamogeton perfoliatus
- Potamogeton polygonifolius
- Potamogeton praelongus
- Potamogeton pusilus
- Potamogeton trichoides